# 김정문알로에
김정문알로에는 대한민국의 알로에 원조 기업이다.

## 연혁
- 1975년 : 알로에의 집 설립 / 국내 최초 알로에 보급
- 1980년 : 알로에 제품 최초개발 보급
- 1987년 : 제주, 김제 농장, 공장 설립
- 1990년 : 큐어크림 탄생
- 1992년 : 천안 화장품 공장 설립
- 1999년 : 서울특별시 송파구 가락동 사옥 이전
- 2006년 : 최연매 대표이사 취임
- 2009년 : 온라인 쇼핑몰 오픈
- 2017년 : 홈쇼핑, 온라인, 시판 유통 본격 진출
- 2018년 : MBN 건강브랜드 대상 수상
- 2020년 : 김정문알로에 큐어몰로 오픈
- 2022년 : ESG 경영대상 우수상 수상
- 2025년 : 창립 50주년

## 화장품
- 알로에 기초화장품
- 큐어크림 라인
- 큐어 쿨링선스틱, 선케어 라인
- 큐어 알로에 마스크팩
- 큐어 헤어, 바디 라인

## 식품
- 알로에 베라분말
- 알로에 프라임 알로에겔
- 알로에 젤리스틱
- 여성건강 제품
- 관절제품
- 비타민, 루테인, 오메가, 칼슘, 유산균 등
- 커큐민, 당뇨관리제품, 프로틴 제품